# 2SZ5
A 2SZ5 Giacint–SZ (orosz betűkkel: 2С5 Гиацинт-С, magyarul jácint) egy szovjet-orosz 152 mm-es önjáró löveg, melyet 1968-tól kezdődően fejlesztettek párhuzamosan a 2A36 Giacint–B vontatott tüzérségi löveggel. 1976-ban lépett szolgálatba a szovjet hadseregben, gyártása az 1990-es évek elejéig folyt. A löveget a szovjet tüzérdandárokban és hadosztályokban alkalmazták.

## Leírás
A fő löveg a jármű hátsó részén kapott helyet. A motort és a sebességváltót a jármű elejének jobb oldalába építették, mellettük bal oldalt alakították ki a vezetői pozíciót. A parancsnoki torony közvetlenül a vezető mögött található. A középső részt a három további személyzet és a muníció számára rendezték be.
A páncéltestet hegesztett páncéllemezekből készítették, amely hatékonyan védte a személyzetet kézifegyverek lövedékeitől, tüzérségi gránátok és aknák repeszeitől. A homlokpáncélzat 30 mm vastag, nagy fokban döntött, így a kisebb kaliberű géppuskák lövedékeinek is ellenáll. Tüzelés közben a személyzet a járművön kívül helyezkedik el, és mindössze a tüzért védi egy kisebb lövegpajzs.
A 2SZ5 fő fegyverzete egy 152 mm-es 2A37 Giacint–SZ löveg. A löveg tervezete hasonló, mint a 2A36 lövegé. A lövegcső 54 kaliber hosszúságú, a csőszájnál egy többkamrás csőszájfékkel. A hátrarúgást hidro-pneumatikus csillapítókkal csökkentik. A löveget a függőleges síkban -2,5° – +58°-os magassági szögtartományban, a vízszintes síkban a hossztengelytől mindkét irányban 15°-os oldalszög-tartományban lehet irányozni.
D7256–45 mechanikus irányzékot szereltek be hozzá, PG–1M panoráma és OPCSM–91A optikai irányzékkal.
A löveget hidraulikus emelővel és automatikus töltőberendezéssel töltik be. A 2A37 löveg tűzgyorsasága percenként 5-6 lövedék. A járműre stabilizáló talpakat is szereltek előre és hátulra, melyek segítik a pontosabb lövések leadását is.
A járművet menetre felkészítés során a löveget vízszintes helyzetben rögzítik, a stabilizáló talpakat pedig felemelik. A 2SZ5 tűzkésszé tétele 3 percet vesz igénybe, menetre felkészítése ugyancsak három percig tart.
Az önjáró löveghez ugyanazokat az osztott lőszereket használják, mint a vontatott 2A36 löveghez. Ezek repesz-romboló, kumultatív, páncéltörő és ködgránátok. A hatékony lőtávolság egy átlagos OF–29 repesz-romboló lövedékkel (súlya 46 kg) 28,4 kilométer, egy OF–9 aktív reagálású lövedékkel több, mint 33 kilométer.
Egyes források szerint a Giacint képes egy speciális tervezésű 0,1-2 kilotonnás erejű nukleáris töltet kilövésére is.
Lehetőség van 30 darab lövedék tárolására a járművön belül, illetve további 60 darab lövedék szállítására egy speciális töltő-szállító járművön. A jármű belsejében a tölteteket függőleges helyzetben tárolják egy erre a célra kifejlesztett eszközben.
A jármű kiegészítő fegyverzete egy 7,62 mm-es PKT géppuska, melyet a parancsnoki torony elejében helyeztek el. A géppuskát földi és légi célok elleni védelemre használják. A géppuska lőszerjavadalmazása 1500 darab töltény. Lehetőség van a géppuskát távirányítással is használni. A géppuskán kívül lehet még Igla vagy Strela típusú vállról indítható légvédelmi rakétákat is alkalmazni.
A jármű alváza a Krug légvédelmi rakétakomplexum alvázán alapul. A 2SZ5 meghajtásáról egy 520 lóerős B–59 12 hengeres vízhűtéses dízelmotor gondoskodik.
A lánctalpak oldalanként hat duplázott futógörgőből, egy láncmeghajtó kerékből, egy láncfeszítő kerékből és négy visszafutó-lánctámasztó görgőből állnak. A futógörgők külön-külön torziós rugókkal vannak felfüggesztve, melyekhez hidraulikus lengéscsillapítókat is szereltek. A motor az elülső láncmeghajtó kerekeket hajtja meg.
A Giacint légi úton szállítható, elfér egy közepes szállító repülőgép rakterében.
Felszerelése a következőkből áll: tűzoltó felszerelés, belső kommunikációs és rádió berendezések. Ezen felül ellátták ABV-fegyverek elleni védelemmel, infravörös éjszakai felszereléssel.

## Egyéb adatok
- Mászóképesség: 60°
- Lépcsőmászó képesség: 0,7 m
- Árokáthidaló képesség: 3 m
- Gázlóképesség: 1 m

## Rendszeresítő országok
A 2SZ5 löveget a szovjet hadseregben és a Varsói szerződés néhány országában alkalmazták. Ezen kívül Finnországnak exportálták.

### Jelenlegi üzemeltetők
Fehéroroszország – 120 darab

 Finnország – 18 darab 152 TELAK 91 jelöléssel

 Oroszország
- Szárazföldi erők – 399 darab (ezen kívül 500 darab raktáron)
- Haditengerészet – 170 darab (ezen kívül néhány darab raktáron)

 Ukrajna – 24 darab

### Korábbi üzemeltetők
Szovjetunió - átadta az utódállamoknak